# 楊整
楊 整（よう せい、? - 576年）は、中国の北朝の人物。隋の文帝楊堅の同母弟。

## 経歴
楊忠と呂苦桃のあいだの次男として生まれた。北周の明帝のとき、父の軍功により、陳留郡公の爵位を受けた。まもなく開府儀同三司・車騎大将軍となった。建徳5年（576年）、武帝の下で北斉を攻撃し、并州で戦死した。大象2年（580年）、楊堅が丞相となると、柱国・大司徒・冀定瀛相懐衛趙貝八州刺史の位を追贈された。開皇元年（581年）、隋が建てられると、蔡王に追封された。諡は景といった。

## 妻子

### 妻
- 尉遅氏（尉遅綱の娘）

### 子
- 楊智積（蔡王）
- 楊智明（高陽郡公）
- 楊智才（開封県公）

## 伝記資料
- 『隋書』巻四十四 列伝第九
- 『北史』巻七十一 列伝第五十九